# Akropolis-Turnier 2021
Die 30. Auflage des Akropolis-Basketball-Turniers 2021 fand zwischen dem 18. und 20. August 2021 im Vorort Marousi von Athen statt. Ausgetragen wurden die insgesamt sechs Spiele in der Olympiahalle.
Neben der gastgebenden Griechischen Nationalmannschaft nahmen auch die Nationalmannschaften aus Mexiko, Puerto Rico sowie Serbien teil.

## Begegnungen
| 18. August 2021 | Puerto Rico  | 68 – 80  | Serbien     |
| 18. August 2021 | Griechenland | 101 – 98 | Mexiko      |
| 19. August 2021 | Serbien      | 104 – 67 | Mexiko      |
| 19. August 2021 | Griechenland | 77 – 69  | Puerto Rico |
| 20. August 2021 | Mexiko       | 72 – 75  | Puerto Rico |
| 20. August 2021 | Griechenland | 64 – 75  | Serbien     |

## Tabelle
| Rang | Land         | Punkte | Körbe   |
| ---- | ------------ | ------ | ------- |
| 1    | Serbien      | 6      | 259–199 |
| 2    | Griechenland | 5      | 242–242 |
| 3    | Puerto Rico  | 4      | 212–221 |
| 4    | Mexiko       | 3      | 237–280 |